# Отчаянные смельчаки
«Отчаянные смельчаки» (кит. 雜技亡命隊, англ. The Daredevils, букв. Отчаянная цирковая команда) — фильм с боевыми искусствами режиссёра Чжан Чэ, вышедший в 1979 году.

## Сюжет
Тайин, Фун, Саньсин, Куокъянь и Чхюньи — группа уличных артистов, противостоящих продажному генералу Хонь Пхуйчхёну, который пришёл к власти, убив своего начальника. Сын убитого начальника, Ён Тайин, оставшийся без крова, обращается к друзьям за помощью, чтобы те помогли ему отомстить. Куокъяню, одному из друзей, сначала эта идея не понравилась, так как у армии генерала есть огнестрельное оружие. Но потом он придумывает украсть оружие и использовать его, но охрана подходит раньше, чем друзьям удаётся заполучить пули. После того как Тайин решает идти один, генерал убивает его, используя своё кунг-фу. Куокъянь и остальные решают использовать ум, а не мускулы, чтобы отомстить. Чхюньи притворяется правительственным чиновником, а его друзья — помощниками чиновника. Он предлагает генералу оружие (генерал не знает, что на самом деле это оружие, которое украли у него же). Генерал считает, что Чхюньи поможет в повышении по службе, поэтому он соглашается на предложение получить больше оружия со склада и послать солдат на несуществующий бой. Пхуйчхён со своими тремя лучшими бойцами прибывает на склад, но попадает в засаду мстителей.

## В ролях
- Ло Ман[кит.] — Ён Тайин
- Цзян Шэн[англ.] — Чань Фун
- Вон Лик — Хонь Пхуйчхён
- Сунь Цзянь[кит.] — Саньсин
- Лу Фэн — Фу Чхюньи
- Филип Куок[кит.] — Лён Куокъянь
- Ян Сюн — второй телохранитель
- Юй Тайпин — третий телохранитель, Лин Чань
- Тони Тхам — первый телохранитель, Юнь Пиу
- Чжань Сэнь[англ.] — Чхёй Чан
- Сиу Юк — Ён Тайчхён
- Нг Хонсан — адъютант Чён
- Ван Ханьчэнь — Ён
- Уолтер Чхоу[кит.] — отец Куокъяня
- Лау Фонсай — солдат
- Чау Киньпхин — солдат
- Лай Яухин — солдат
- Ха Куоквин — солдат
- Чань Хун — солдат
- Сиу Юклун — солдат
- Чань Файкхэй — солдат
- Чань Нг-лун — солдат

## Съёмочная группа
- Компания: Shaw Brothers
- Продюсер: Шао Жэньлэн
- Режиссёр: Чжан Чэ
- Сценарист: Ни Куан[кит.], Чжан Чэ
- Ассистент режиссёра: Чань Яумань, Цзян Шэн[англ.]
- Постановка боевых сцен: Роберт Тай, Филип Куок[кит.], Лу Фэн, Цзян Шэн
- Художник: Джонсон Цао
- Монтажёр: Лэй Имхой, Цзян Синлун
- Грим: У Сюйцин
- Дизайнер по костюмам: Лю Цзию
- Оператор: Чхоу Вайкхэй
- Композитор: Эдди Ван